# 도동초등학교
도동초등학교는 대한민국 경상남도 진주시 하대동에 있는 공립 초등학교이다.

## 학교 연혁
- 1926년 4월 19일 도동공립보통학교(4년제 2학급) 개교
- 1938년 4월 1일 도동공립심상소학교로 개칭[1]
- 1939년 3월 31일 6년제 3학급으로 개편
- 1941년 4월 1일 도동공립국민학교로 개칭[2]
- 1949년 12월 31일 도동국민학교로 개칭[3]
- 1985년 3월 1일 병설유치원 설립인가
- 1994년 1월 17일 체육관 개관
- 1996년 3월 1일 현재 교명으로 개칭[4]
- 2020년 2월 14일 제90회 135명 졸업(총 20,736명 졸업)
- 2020년 3월 1일 초등 27(2)학급 편성
- 2020년 9월 1일 제34대 김병열 교장 부임
- 2021년 2월 5일 제91회 123명 졸업(총 20,859명 졸업)
- 2021년 3월 1일 초등 25(2)학급 편성

## 학교 상징
- 교화 - 장미(사람) : 꽃이 아름답고 향기롭다 꽃의 종류가 다양하다. 꽃이 아름답지만 가시가 있다. 의미 :아름답고 고운 마음씨를 기르자. 개성과 특기를 기르자. 몸을 튼튼히 하여 자기 방어력을 기르자.
- 교목 - 느티나무(기상) : 산기슭, 골짜기 어느 곳이든 잘 자란다. 자라면서 자기스스로 나무의 모양을 가꾸어 간다. 여름이면 그늘을 만들어 사람들이 쉬도록 하고 마음의 당산 나무 역할을 한다. 의미 :강한 생활력을 기르자. 자기 일을 스스로 처리하는 자율성을 기르자. 남을 위하여 희생하는 봉사 정신을 기르자.

## 참고 자료
- 도동초등학교 - 한국교육학술정보원 학교알리미